# La Radiolina
La Radiolina (it.: Das kleine Radio) ist das vierte Solo-Studioalbum von Manu Chao. Es wurde am 31. August 2007 veröffentlicht und besteht aus Liedern auf Spanisch, Französisch, Englisch, Brasilianischem Portugiesisch und mit dem Lied A Cosa erstmals für Manu Chao auch Italienisch.

## Stil
Verglichen mit den Alben Clandestino und Próxima Estación: Esperanza orientiert sich La Radiolina stärker am Punk-beeinflussten Stil von Chaos Band Mano Negra. Die Verwendung bestimmter Soundeffekte auf mehreren Alben, ein typisches Stilmerkmal von Chaos Soloalben, wird jedoch fortgeführt. Ebenso werden Elemente einiger Lieder, etwa bestimmte Riffs, in anderen Stücken wieder aufgegriffen.

## Titelliste
1. 13 Días
2. Tristeza Maleza
3. Politik Kills
4. Rainin in Paradize (Scheps Version)
5. Besoin de la Lune
6. El Kitapena
7. Me Llaman Calle
8. A Cosa
9. The Bleedin Clown (Scheps Version)
10. Mundorévès
11. El Hoyo
12. La Vida Tómbola
13. Mala Fama
14. Panik Panik
15. Otro Mundo
16. Piccola Radiolina
17. Y Ahora Qué?
18. Mama Cuchara
19. Siberia
20. Soñe Otro Mundo
21. Amalucada Vida

## Singleauskopplungen
Als Singles wurden Rainin in Paradize, Me Llaman Calle und Politik Kills ausgekoppelt. Beim Musikvideo zu Rainin in Paradize führte der serbische Filmregisseur Emir Kusturica Regie.

## Rezeption

### Rezensionen
Jon Lusk vom BBC kritisierte, die Lieder wirkten trotz der sechs Jahre, die seit Próxima Estación: Esperanza vergangen waren, unfertig. (Das 2004 erschienene Album Sibérie m’était contéee erschien nur in kleiner Auflage und erlangte keine große Bekanntheit) Ähnlich äußerte sich auch Joe Tangari auf Pitchfork Media, betonte aber, das Album beinhalte dennoch eine Menge großartiger Lieder.

### Chartplatzierungen
| ChartsChartplatzierungen       | Höchstplatzierung | Wochen |
| ------------------------------ | ----------------- | ------ |
| Deutschland (GfK)              | 5 (9 Wo.)         | 9      |
| Frankreich (SNEP)              | 2 (101 Wo.)       | 101    |
| Österreich (Ö3)                | 5 (11 Wo.)        | 11     |
| Schweiz (IFPI)                 | 1 (29 Wo.)        | 29     |
| Spanien (Promusicae)           | 1 (21 Wo.)        | 21     |
| Vereinigte Staaten (Billboard) | 71 (3 Wo.)        | 3      |
| Vereinigtes Königreich (OCC)   | 41 (3 Wo.)        | 3      |

| ChartsJahrescharts (2007) | Platzierung |
| ------------------------- | ----------- |
| Frankreich (SNEP)         | 17          |
| Schweiz (IFPI)            | 20          |

| ChartsJahrescharts (2008) | Platzierung |
| ------------------------- | ----------- |
| Frankreich (SNEP)         | 57          |

### Auszeichnungen für Musikverkäufe
| Land/Region               | Auszeichnungen für Musikverkäufe (Land/Region, Auszeichnung, Verkäufe) | Verkäufe  |
| ------------------------- | ---------------------------------------------------------------------- | --------- |
| Argentinien (CAPIF)       | Gold                                                                   | 20.000    |
| Belgien (BRMA)            | Gold                                                                   | (15.000)  |
| Europa (Impala)           | Platin                                                                 | 500.000   |
| Schweiz (IFPI)            | Platin                                                                 | (30.000)  |
| Ungarn (MAHASZ)           | Gold                                                                   | (3.000)   |
| Vereinigte Staaten (RIAA) | Gold                                                                   | 500.000   |
| Insgesamt                 | 4× Gold · 1× Platin ·                                                  | 1.020.000 |